# Список серій аніме «Сталевий алхімік»
Анімаційна студія BONES, у співробітництві з компаніями Mainichi Broadcasting System та Aniplex, адаптувала манґу «Сталевий алхімік» в 51-серійний аніме-серіал. Прем'єра телесеріалу відбулась з 2 по 4 жовтня 2004 року на японських телеканалах Mainichi Broadcasting System, TBS та Animax.
6 листопада 2004 року серіал показала компанія Adult Swim на супутниковому телеканалі Cartoon Network з англійськими субтитрами. Через півтора року, 3 березня 2006 року серіал з'явився на канадському телеканалі YTV.
Сюжети аніме та манґи суттєво відрізняються. Це було викликано тим, що на момент створення серіалу Хірому Аракава не встигла намалювати достатню кількість томів манґи і сценаристи аніме писали сценарій без її участі. Під час створення серіалу, автор манґи лише консультував сценаристів BONES.
Продовження серіалу — повнометражний фільм Суцільнометалевий алхімік: Завойовник Шамбали, створений тією ж студією, вийшов 23 липня 2005 року. Також студією BONES була створена серія OVA. В додаток до OVA, був знятий короткий ролик з живими акторами. В березні 2006 року DVD-диск з OVA та роликом з'явився в Японії під назвою Суцільнометалевий алхімік: Преміум колекція.
Всі тринадцять DVD-дисків з серіалом, а також фільм вийшли в Північній Америці. Спеціальна версія фільму вийшла обмеженим накладом 14 листопада 2006 року. Компанія MVM випустила перші вісім DVD-дисків у Великій Британії.
В 20-тому томі манґи Аракава анонсувала, що другий сезон серіалу вже в стадії розробки. До цієї заяви вже з'являлись чутки, що BONES знімає другий сезон. Очікується, що назва другого сезону стане відомою у квітні 2009 року.

## Список серій
| №  | Назва | Дата оригінального показу |
| -- | --- | ------------------------- |
| 01 | Ті, хто кинули виклик сонцю «Таійо: ні Ідому Моно» (太陽に挑む者) | 4 жовтня 2003             |
| 02 | Тіло грішника «Кінкі но Карада» (禁忌の身体) | 11 жовтня 2003            |
| 03 | Мамо... «Окаа-сан...» (おかあさん......) | 18 жовтня 2003            |
| 04 | Перетворення кохання «Аі но Ренсеі» (愛の錬成) | 25 жовтня 2003            |
| 05 | Автоброня! До бою! «Сіссо:! О:томеіру» (疾走!機械鎧) | 1 листопада 2003          |
| 06 | Іспит на державного алхіміка «Кокко Ренкіндзуцусі Сікаку Сікен» (国家錬金術師資格試験)                                                                                      | 8 листопада 2003          |
| 07 | Вечірній плач хімери «Кімера га Наку Йору» (合成獣が哭く夜) | 15 листопада 2003         |
| 08 | Філософський камінь «Кендза но Ісі» (賢者の石) | 22 листопада 2003         |
| 09 | Срібний годинник військового пса «Гун но Іну но Гіндокеі» (軍の狗の銀時計)                                                                                                  | 29 листопада 2003         |
| 10 | Крадійка Псайрен «Каіто: Саіре:н» (怪盗サイレーン) | 6 грудня 2003             |
| 11 | Кам'янисті землі (частина перша) «Сарекі но Даіті, Дзенпен» (砂礫の大地•前編)                                                                                               | 13 грудня 2003            |
| 12 | Кам'янисті землі (частина друга) «Сарекі но Даіті, Ко:хен» (砂礫の大地•後編)                                                                                                | 20 грудня 2003            |
| 13 | Вогінь проти Сталі «Хоно: VS Хагане» (焔VS鋼) | 27 грудня 2003            |
| 14 | Правиця руйнування «Хакаі но Мігіте» (破壊の右手) | 10 січня 2004             |
| 15 | Ішварська різанина «Ісува:ру Гякусацу» (イシュヴァール虐殺) | 17 січня 2004             |
| 16 | Втрата «Усінаварета Моно» (失われたもの) | 24 січня 2004             |
| 17 | Дім, де чекає сім'я «Кадзоку но Мацу Іе» (家族の待つ家) | 31 січня 2004             |
| 18 | Маркові записи «Маруко: Но:то» (マルコー·ノート) | 7 лютого 2004             |
| 19 | Істина схована за правдами «Сіндзіцу но Оку но Оку» (真実の奥の奥) | 14 лютого 2004            |
| 20 | Душа вартового «Сугоса но Тамасіі» (守護者の魂) | 21 лютого 2004            |
| 21 | Червоне світло «Акаі Кагаякі» (紅い輝き) | 28 лютого 2004            |
| 22 | Штучна людина «Цукурарета Нінген» (造られた人間) | 6 березня 2004            |
| 23 | Серце зі сталі «Хагане но Кокоро» (鋼のこころ) | 13 березня 2004           |
| 24 | З'єднання спогадів «Омоіде но Теітаку» (思い出の定着) | 20 березня 2004           |
| 25 | Церемонія прощання «Вакаре но Гісікі» (別れの儀式) | 27 березня 2004           |
| 26 | Її причини «Канодзьо но Рію:» (彼女の理由) | 3 квітня 2004             |
| 27 | Вчитель «Сенсеі» (センセイ) | 10 квітня 2004            |
| 28 | Один є все, все — один «Іті ва Дзен, Дзен ва Іті» (一は全、全は一) | 17 квітня 2004            |
| 29 | Невинне дитя «Кегаренакі Кодомо» (汚れなき子ども) | 24 квітня 2004            |
| 30 | Напад на південну штаб-квартиру «Нанпо: Сіреібу Су:гекі» (南方司令部襲撃)                                                                                                   | 1 травня 2004             |
| 31 | Гріх «Цумі» (罪) | 8 травня 2004             |
| 32 | Данте з гущавини «Фукаі Морі но Данте» (深い森のダンテ) | 15 травня 2004            |
| 33 | Викрадення Ала «Тораварета Ару» (囚われたアル) | 29 травня 2004            |
| 34 | Теорія жадібності «Го:йоку но Рірон» (強欲の理論) | 5 червня 2004             |
| 35 | Возз'єднання полеглих «Гуса но Саікаі» (愚者の再会) | 12 червня 2004            |
| 36 | Грішник в мені «Вагауті Нару Тогабіто» (我が内なる科人) | 19 червня 2004            |
| 37 | Полум'яний алхімік, боротьба лейтенанта, таємниця 13 складу «Хоно: но Ренкіндзуцусі, Татакау Со:і-сан, Даі-Дзу:сан Со:ко но Каі» (焔の錬金術師 戦う少尉さん 第十三倉庫の怪) | 26 червня 2004            |
| 38 | За течією «Кава но Нагаре ні» (川の流れに) | 3 липня 2004              |
| 39 | Громадянська війна на сході «То:хо: Наісен» (東方内戦) | 10 липня 2004             |
| 40 | Шрам «Кідзуато» (傷痕) | 17 липня 2004             |
| 41 | Свята мати «Сеібо» (聖母) | 24 липня 2004             |
| 42 | Без знання його імені «Каре но На о Сірадзу» (彼の名を知らず) | 24 липня 2004             |
| 43 | Бродячий собака на свободі «Нораіну ва Нігедасіта» (野良犬は逃げ出した) | 31 липня 2004             |
| 44 | Хоенхайм Світлий «Хікарі но Хо:енхаіму» (光のホーエンハイム) | 7 серпня 2004             |
| 45 | Розкладання душі «Кокоро о Реккасасеру Моно» (心を劣化させるもの) | 21 серпня 2004            |
| 46 | Перетворення людини «Дзінтаі Ренсеі» (人体錬成) | 28 серпня 2004            |
| 47 | Запечатування гомункула «Хомункурусу Фу:ін» (ホムンクルス封印) | 4 вересня 2004            |
| 48 | Прощання «Сайонара» (さよなら) | 11 вересня 2004           |
| 49 | По іншу сторону двері «Тобіра но Муко: е» (扉の向こうへ) | 18 вересня 2004           |
| 50 | Смерть «Сі» (死) | 25 вересня 2004           |
| 51 | Мюнхен 1921 «Мюнхен 1921» (ミュンヘン1921) | 2 вересня 2004            |